# بيتر ويلسون (لاعب كرلنغ)
بيتر ويلسون (بالإنجليزية: Peter Wilson)‏ هو لاعب كرلنغ بريطاني، ولد في 9 ديسمبر 1961.

## وصلات خارجية
- بيتر ويلسون على موقع الاتحاد الدولي للكرلنغ (الإنجليزية)
- بيتر ويلسون على موقع اللجنة الأولمبية الدولية (الإنجليزية)
- بيتر ويلسون على موقع أوليمبيديا (الإنجليزية)
- بيتر ويلسون على موقع اللجنة الأولمبية البريطانية (الإنجليزية)